# Stanisław Vincenz

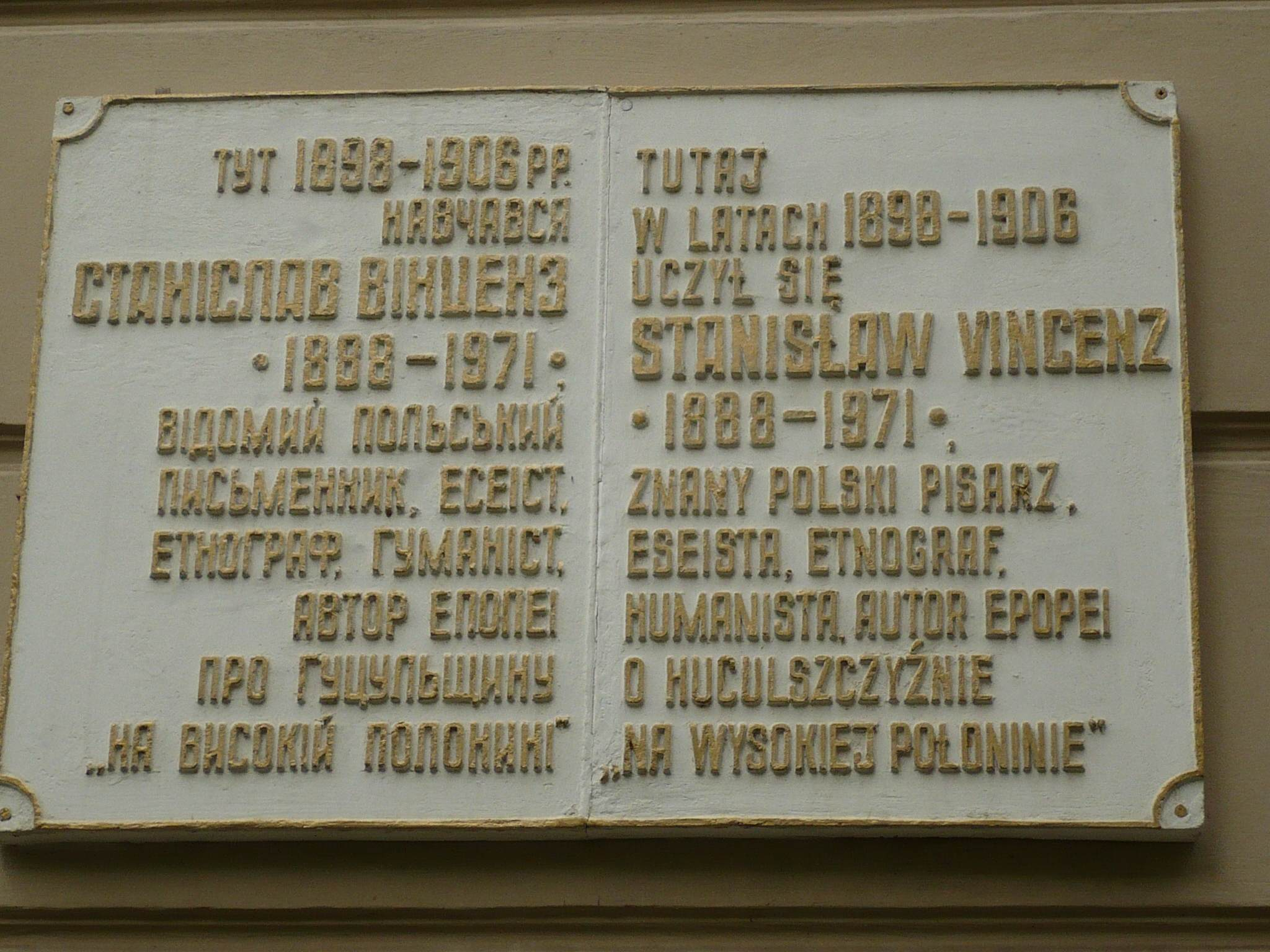
Tablica upamiętniająca St. Vincenza na budynku gimnazjum w Kołomyi

Stanisław Vincenz (ur. 30 listopada 1888 w Słobodzie Rungurskiej, zm. 28 stycznia 1971 w Lozannie) – polski prozaik i eseista, miłośnik i znawca Huculszczyzny i Pokucia, a także myśli i sztuki starożytnej Grecji.

## Życiorys
Był prawnukiem Charles’a-François de Vincenza, emigranta z Prowansji, który po rewolucji francuskiej (1789) osiadł w Wiednia, gdzie ożenił się z Polką. Po jego śmierci kobieta zamieszkała w Stanisławowie. Dziadkiem był austriacki urzędnik, a ojcem pisarza, urodzony w 1854, Felix Euzebiusz Vincenz, jeden z pionierów przemysłu naftowego w Galicji, bliski współpracownik działacza społeczno-gospodarczego Stanisława Szczepanowskiego, zaś matką – Zuzanna Zofia z domu Przybyłowska, córką Stanisława, pochodząca ze starej szlacheckiej rodziny, do której należała Krzyworównia na Pokuciu, w ówczesnej wschodniej Galicji. Stanisław spędził tam większość swego dzieciństwa. Już wówczas uczył się od Hucułów języka rusińskiego w miejscowej gwarze, poznawał obyczaje i kulturę tej społeczności, był wychowywany przez huculską nianię Pałahnę Slipenczuk-Rybenczuk (którą wspominał z wdzięcznością do końca życia). Przyszły pisarz żył na pograniczu kulturowym wołoskim, węgierskim, żydowskim, cygańskim, słowackim, ormiańskim, ukraińskim, czeskim, polskim i austriackim, przywiązując wielką wagę do historycznej idei tolerancyjnego współżycia i współdziałania ludów, grup społecznych i różnych wyznań dawnej Rzeczypospolitej. Obywatele huculskiej krainy posługiwali się bez trudu językiem polskim, ukraińskim, niemieckim, rumuńskim.
W latach 1898–1906 Stanisław Vincenz uczył się w C.K. Wyższym Gimnazjum w Kołomyi (w jego klasie był Stanisław Domański), później w Stryju, gdzie poznał Kazimierza Wierzyńskiego i Wilama Horzycę, a także został członkiem literacko-patriotyczno-niepodległościowego kółka samokształceniowego, któremu przewodził przyszły profesor językoznawstwa Stefan Vrtel-Wierczyński. W czasie nauki w gimnazjum zapoznał się z twórczością Homera, stając się z czasem jego znawcą w skali międzynarodowej. Studiował początkowo na Uniwersytecie Lwowskim, następnie w Wiedniu prawo, biologię, sanskryt, psychologię i filozofię. Uzyskał w Wiedniu doktorat filozofii za dysertację o wpływie Hegla na filozofię Feuerbacha. Nauczył się rosyjskiego, języka pogardzanego w Galicji; przekładał Dostojewskiego. W Wiedniu poznał swoją pierwszą żonę, Rosjankę Lenę.
W czasie I wojny światowej walczył na froncie pod Haliczem, następnie we włoskich Dolomitach. W 1919 roku zgłosił się ochotniczo do Wojska Polskiego. Był wykładowcą w szkole wojskowej w Modlinie, wziął udział w wyprawie Piłsudskiego na Kijów. Po demobilizacji w 1922 roku działał w PSL „Wyzwolenie”, optując za współpracą z Ukraińską Partią Radykalną. W latach 20. był redaktorem miesięcznika „Droga”, gdzie publikował eseje z zakresu filozofii religii. 23 lutego 1927 unieważniono jego nominację na stanowisko urzędnika 1 kategorii w Urzędzie Wojewódzkim w Stanisławowie wobec niezgłoszenia się do służby. Około 1930 roku zajął się pisaniem dzieła swego życia – powieści Na wysokiej połoninie, która ukazała się w 1936 jako pierwsza część trylogii.
W październiku 1939 roku został aresztowany przez NKWD i osadzony w sowieckim więzieniu w Stanisławowie, skąd został zwolniony w grudniu tego samego roku. W maju 1940 przedostał się na Węgry, gdzie nawiązał liczne kontakty z pisarzami węgierskimi. Stał się autorytetem wśród miejscowego uchodźstwa polskiego, tu powstały też jego obszerne eseje łączące tradycję staroszlacheckiej gawędy z humanistyczną erudycją. Będąc na Węgrzech pomagał Żydom, za co został wyróżniony jako Sprawiedliwy wśród Narodów Świata.
Po wojnie z drugą żoną Ireną i ich córką Barbarą przeniósł się najpierw na kilka miesięcy do Niemiec (gdzie syn Andrzej pracował w redakcji „Dziennika Żołnierza” I Dywizji Pancernej gen. Maczka), potem osiadł w okolicy Grenoble na południu Francji. Znaczną część roku spędzał w małej miejscowości alpejskiej La Combe-de-Lancey. Współpracował z paryską „Kulturą”. Był mistrzem duchowym m.in. Czesława Miłosza. Zgromadził wokół siebie „prywatną akademię platońską”, do La Combe po nauki przyjeżdżali do niego zwłaszcza młodzi Szwajcarzy. Laureat Nagrody Związku Pisarzy Polskich na Obczyźnie w 1958 roku.
W 1964 roku, ze względu na pogarszający się stan zdrowia pisarza, Vincenzowie przenieśli się na stałe do Lozanny nad Jeziorem Genewskim, gdzie też pisarz po niespełna siedmiu latach zmarł. Pochowano go na cmentarzu w Pully. Po śmierci Ireny Vincenzowej 14 października 1991 prochy jej i męża przewieziono do Polski i 14 grudnia tego roku złożono na Cmentarzu Salwatorskim w Krakowie (sektor SC12-D-3).

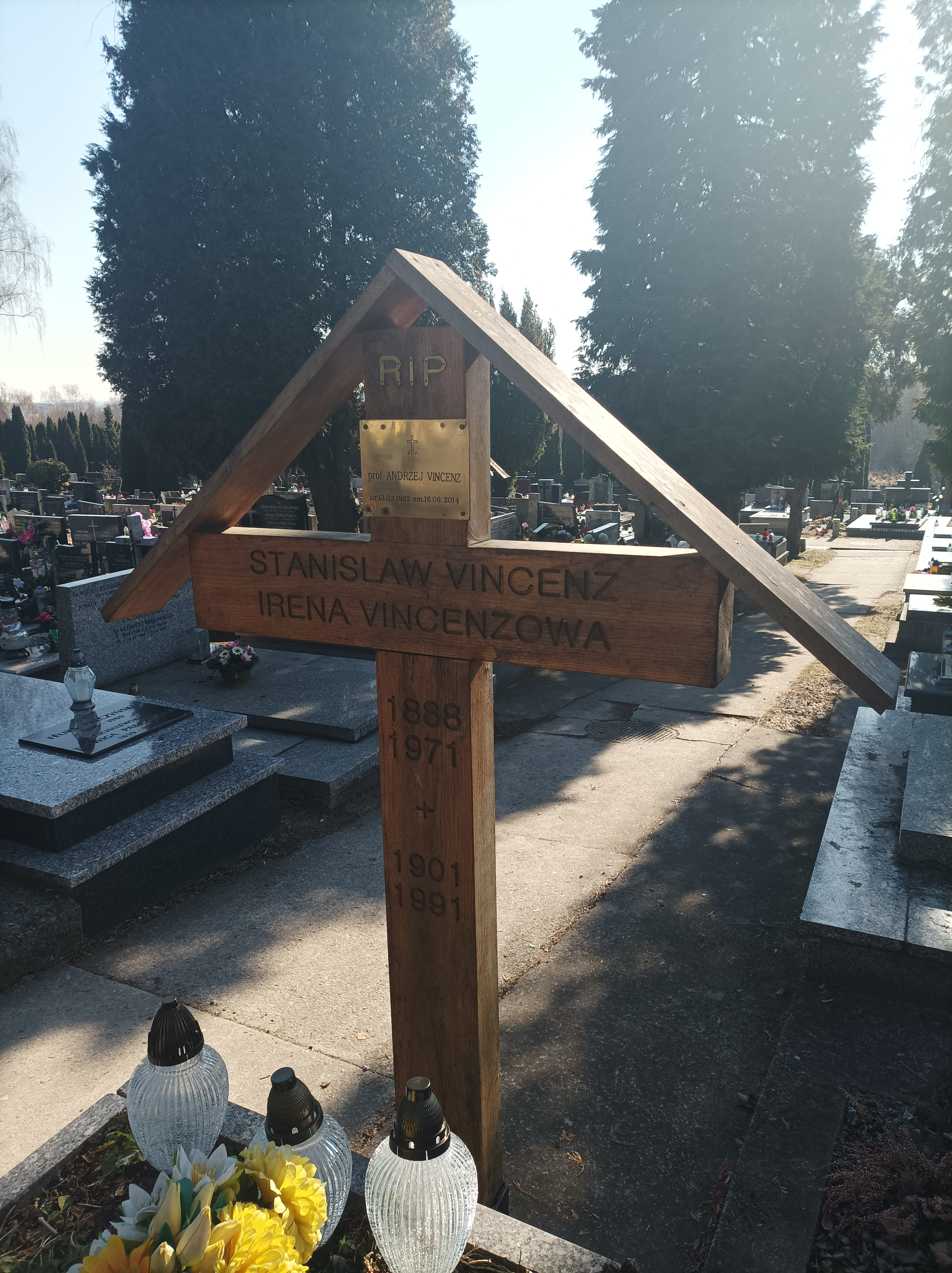
Grób Stanisława Vincenza na Cmentarzu Salwatorskim

Był ojcem Barbary Wanders-de Vincenz (dr fizyki) i Andrzeja Vincenza (profesora slawistyki na Uniwersytecie w Getyndze). Jego młodszym bratem był Kazimierz Vincenz.

## Twórczość
- cykl Na wysokiej połoninie:
  - cz. 1. Prawda starowieku (Warszawa 1938);
  - cz. 2. Nowe czasy (Zwada) (Londyn 1970); Nowe czasy (Listy z nieba) Londyn 1974;
  - cz. 3. Barwinkowy wianek (Londyn 1979);

przekład na angielski: On the High Uplands. Sagas, Songs, Tales and Legends of the Carpathians. Translated by H.C. Stevens. London 1955
przekład na ukraiński: На високій полонині. Правда старовіку. Переклав Богдан Сенежак. Львів: Червона калина, 1997. – 452 с.
przekład na ukraiński: На високій полонині. Переклав Тарас Прохасько. Івано-Франківськ: Лілея-НВ, 2011. – 640 с. ISBN 978-966-668-271-3
- O książkach i czytaniu (Budapeszt 1942)
- Po stronie pamięci (Paryż 1965)
- Dialogi z Sowietami (Londyn 1966)

przekład czeski: Dialogy se Sověty. Přeložil Jiří Červenka. Praha, Institut pro středoevropskou kulturu a politiku, 2002, ISBN 978-80-86130-19-4
przekład węgierski: Beszélgetés a szovjet megszállókkal. 1939–40; 1944–45.  Tłum. Lajos Pálfalvi, posł. Csaba György Kiss, Miszkolc, Felsőmagyarország, 2001, ISBN 978-963-9280-40-3
- Tematy żydowskie (Londyn 1977)

przekład ukraiński: Львівські космополіти. Переклав Олег Король. Львів: журнал «Ї», 2009, № 58
- Z perspektywy podróży (Kraków 1980)
- Po stronie dialogu (Warszawa 1983)
- Powojenne perypetie Sokratesa (Kraków 1985)
- Outopos. Zapiski z lat 1938–1944 (Wrocław 1992)
- Atlantyda. Pisma rozproszone z lat II wojny światowej (Warszawa 1994)

przekład ukraiński: Уявна дійсність?. Переклав Олег Король. Львів: журнал «Ї», 2009, № 58

## Ordery i odznaczenia
- Krzyż Kawalerski Orderu Odrodzenia Polski (1938)[13][14][15]
- Złoty Wawrzyn Akademicki (5 listopada 1938)[16][17]

## Wybór prac o Stanisławie Vincenzie
- Jacek Hajduk: Wolność słoneczna, Wojnowice 2020.
- Мирослава Олдаковська-Куфльова: Станіслав Вінценз: письменник, гуманіст, поборник зближення народів. Біографія. Люблін: Наукове товариство Люблінського католицького університету імени Івана Павла Другого, 2012.
- Renata Makarska: Der Raum und seine Texte. Konzeptualisierungen der Hucul'ščyna in der mitteleuropäischen Literatur des 20. Jahrhunderts. Peter Lang, Frankfurt am Main 2010, ISBN 978-3-631-59302-8.
- Marek Bernacki: Hermeneutyka fenomenu istnienia: studia o polskiej literaturze współczesnej: Vincenz, Miłosz, Wojtyła, Herbert, Szymborska. Bielsko-Biała: ATH, 2010.
- Michał Kaczmarek: Proza pamięci. Stanisława Vincenza pamięć i narracja. Toruń: Wydawnictwo Adam Marszałek, 2009.
- Юстина Чонстка-Клапита: Гуцули, бойки, лемки – традиція і сучасність (матеріали наукової конференції: Станіслав Вінценз – в бік діалогу: вибрані листи і фотографії). Kraków: Centralny Ośrodek Turystyki Górskiej PTTK, 2008
- Вінцензіана: статті, листи, фрагменти творів / Редактор-упорядник М. Васильчук. – Коломия: Вік, 2008. – 320 с.
- Гуцульський калєндар – 2008 рік. – Верховина: Гуцульщина, 2007. – 112 с.
- Mirosława Ołdakowska-Kuflowa: Stanisław Vincenz. Pisarz, humanista, orędownik zbliżenia narodów. Biografia. Lublin 2006.
- Jan Pieszczachowicz: Stanisław Vincenz – pisarz uniwersalnego dialogu. Kraków 2005.
- Криворівня. Матеріали міжнародних наукових конференцій. – Івано-Франківськ, 2003. – 177 с.
- Vincenz i Krytycy. Antologia tekstów. Wybór, wstęp i oprac. Piotr Nowaczyński. Lublin: Wydawnictwo Uniwersytetu Marii Curie-Skłodowskiej, 2003.
- Stanisław Vincenz – humanista XX wieku. Pod red. Mirosławy Ołdakowskiej-Kuflowej. Lublin: Wydawnictwo Katolickiego Uniwersytetu Lubelskiego, 2002.
- Vincenzowa I. Rozmowy ze Stanisławem Vincenzem/Regiony, 2001, № 101 (2).
- О. Комаринець: Діалоги продовжуються… Спогади про симпозіум «Станіслав Вінценз: Українська і європейська культура», присвячені 70-річчю Теофіля Комаринця. – Львів: Видавнича спілка «Просвіта», 1997. – 88 с.
- Mirosława Ołdakowska-Kuflowa: Wypowiedzieć słowo. Stanisław Vincenz wobec dziedzictwa kultury. Lublin, Katolicki Uniwersytet Lubelski Jana Pawła II, 1997
- Studia o Stanisławie Vincenzie/ Piotr Nowaczyński, ed. Lublin – Rzym: Wydawnictwo Katolickiego Uniwersytetu Lubelskiego, 1994.
- Włodzimierz Próchnicki: Człowiek i dialog. „Na wysokiej połoninie” Stanisława Vincenza. Kraków 1994.
- Irena Vincenzowa: Rozmowy ze Stanisławem Vincenzem. „Regiony” 1993–1996.
- Olejniczak J. Arkadia i małe ojczyzny: Vincenz, Stempowski, Wittlin, Miłosz. Kraków: Oficyna Literacka, 1992.
- Świat Vincenza. Studia o życiu i twórczości Stanisława Vincenza (1888–1971). Pod red. Jana A. Choroszego i Jacka Kolbuszewskiego. Wrocław 1992.
- Aleksander Madyda: W poszukiwaniu jedności człowieka i świata. Folklor w twórczości Stanisława Vincenza. Toruń 1992.
- Choroszy J.A. Huculszczyzna w literaturze polskiej. Wrocław: Nakł. Autora, 1991.
- Sprach- und Kulturkontakte im Polnischen: gesammelte Aufsätze für A. de Vincenz zum 65. Geburtstag / Gerd Hentschel, Gustav Ineichen und Alek Pohl, Hrsg. München: O. Sagner, 1987.
- Czesław Miłosz: La Combe, [w:] St.Vincenz, Po stronie dialogu, t. I, Warszawa 1983 s. 17–32.
- Eugeniusz Czaplejewicz: Stanisław Vincenz, czyli kontynuacja dialogów Platona. „Przegląd Humanistyczny” 1981 nr 6.
- Żmidziński Jakub, Wzór nieznany. Stanisław Vincenz a muzyka, Wrocław–Poznań 2018.